# Jerzy Antonowicz
Jerzy Antonowicz (ur. 25 marca 1907 w Kwasowie, zm. 23 października 1941 w Exeter) – major pilot Wojska Polskiego, dowódca dywizjonu 307.

## Życiorys
Syn Władysława i Wandy z domu hr. Rottemund. Ukończył Gimnazjum im. Henryka Sienkiewicza we Lwowie a następnie rozpoczął studia w Akademii Handlu Zagranicznego również we Lwowie, które ukończył w 1929 r. Zdecydował się na karierę wojskową i zgłosił się do służby w lotnictwie. W 1931 r. ukończył Szkołę Podchorążych Piechoty w Rawie Ruskiej i został przyjęty do Szkoły Podchorążych Lotnictwa. Naukę ukończył w 1933 r. z 12. lokatą i specjalnością obserwatora. 
Został przydzielony do 5. pułku lotniczego, w 1934 r. przeszedł przeszkolenie pilotażowe w Centrum Wyszkolenia Oficerów Lotnictwa. W 1935 r. ukończył kurs wyższego pilotażu i otrzymał przydział do 4. pułku lotniczego. 
Jesienią 1935 r. został przeniesiony do 133. eskadry myśliwskiej. Służył tam do września 1936 r. kiedy to został przeniesiony do 131. eskadry myśliwskiej. W 1936 r. został awansowany do stopnia porucznika. W 1937 r. został przeniesiony do Szkoły Podchorążych Lotnictwa na stanowisko instruktora, został tam dowódcą plutonu szkolnego. W styczniu 1939 r. został dowódcą 8 eskadry szkolnej. Po wybuchu II wojny światowej wykonał kilka lotów łącznikowych, a następnie w składzie eskadry szkolnej został ewakuowany na teren Rumunii. Przez Francję przedostał się do Wielkiej Brytanii. 
Zgłosił się do służby w Polskich Siłach Powietrznych, otrzymał numer służbowy RAF 76642. Po przeszkoleniu na sprzęcie brytyjskim został skierowany w sierpniu 1940 r. do dywizjonu 300. 14 września znalazł się w składzie trzech załóg, które wykonały pierwszy lot bojowy dywizjonu związany z atakiem na żeglugę w Boulogne.
2 grudnia został przeniesiony do dywizjonu 307, 26 lutego 1941 r. został mianowany dowódcą eskadry A. 11 czerwca mianowano go dowódcą dywizjonu. 23 października odbywał lot szkoleniowy w załodze z radionawigatorem por. Lechem Karwowskim. Awaria silnia w ich Bristolu Beaufighter Mk. II (oznaczenie ZF-T, nr ser. 3025) zmusiła załogę do lądowania awaryjnego. Po wypuszczeniu podwozia i zgłoszeniu awarii wieży maszyna podeszła do lądowania na lotnisku w Exeter. Samolot rozbił się na progu pasa, załoga zginęła. Został pochowany na Higher Cemetery w Exeter.

## Ordery i odznaczenia
Za swą służbę otrzymał odznaczenia:
- Krzyż Walecznych,
- Medal Lotniczy,
- Polowa Odznaka Pilota.